# Feisa
Feisa – wieś w Rumunii, w okręgu Alba, w gminie Jidvei. W 2011 roku liczyła 740 mieszkańców.